# Berliet GBOV
Der Berliet GBOV war ein von dem französischen Kraftfahrzeughersteller Berliet in Lyon ab 1927 gebauter mittlerer Lkw mit 3,5 Tonnen Nutzlast.

## Geschichte und Technik
Das Fahrzeug erhielt am 9. Juni 1927 seine allgemeine Betriebserlaubnis. Der Motor war im Prinzip der 5,3-Liter-Vierzylinder-Ottomotor aus dem Berliet CBA, der seit seiner Einführung 1914/5 in Details verbessert worden war und in den Varianten MLBC, MLBD, MLB5 und MLB 6 zum Einbau gelangte. Steuerlich war das Fahrzeug mit allen diesen Motorvarianten, die sich offenbar nicht allzu sehr unterschieden, mit 20 PS eingestuft, seine effektive Leistung, die beim MLBC bei 1200/min abgegeben wurde, beim MLB5 bei 2000/min und beim MLB 6 bei 2100/min, ist – damaliger Praxis in Frankreich folgend – nicht angegeben. Sie kann aber grob mit etwa 40 PS (oder etwas mehr) geschätzt werden.

### GBOV 6
1931 erschien der GBOV 6, der sich von den übrigen Modellen im Wesentlichen durch einen Dieselmotor statt Ottomotor unterschied: Er hatte vier Zylinder, Bohrung × Hub 110 × 160 mm, Hubraum also 6082 cm³, effektive Leistung 50 PS bei 1400/min. Das Fahrzeug war ursprünglich mit 23 Steuer-PS eingestuft, was aufgrund anderer Steuergesetze im Oktober 1932 auf 16 Steuer-PS reduziert wurde. Das Gewicht des Fahrgestells für diese Variante wird mit 2950 kg angegeben, das höchstzulässige Gesamtgewicht einschließlich Aufbau usw. mit 8500 kg. Die allgemeine Betriebserlaubnis wurde im Juni 1931 erteilt.

### Stückzahlen
Zur gebauten Stückzahl liegen brauchbare Unterlagen nicht vor: Bei Erteilung der Betriebserlaubnis im Jahr 1927 wurde für die Produktion des Typs das Nummernband 81001–81500 reserviert. Diese Nummernbänder wurden aber üblicherweise nicht voll ausgeschöpft, in einigen Fällen sogar nur zu einem ganz geringen Teil. Andererseits wurde 1931 noch eine modernisierte Variante des GBOV angeboten, das Fahrzeug muss sich also damals noch in Produktion befunden haben. Die Gesamtproduktion, die um das Jahr 1932 geendet haben dürfte, kann deshalb wahrscheinlich auf etwa 250 Stück geschätzt werden, also im Schnitt etwas unter 50 Stück im Jahr.

### Originalquellen
Eine Publikation, in der alle vor 1945 gebauten Berliet-Typen individuell abgehandelt wären, gibt es nicht. Neben der unten erwähnten Literatur wurde auf folgende in der Fondation Berliet verwahrte Originalunterlagen zurückgegriffen:
- Fiches des Mines: Es handelt sich um die Unterlagen zur Erteilung einer allgemeinen Betriebserlaubnis, hierfür ist in Frankreich der „Inspecteur des mines“ sachlich zuständig. Diese Unterlagen sind chronologisch geordnet und nummeriert. Nicht zu jedem Typ bzw. jeder Variante gibt es entsprechende Unterlagen, teils, weil sie wohl als Untervarianten eines Typs verstanden wurden, für den eine gesonderte Erlaubnis nicht erforderlich war, teils wohl, weil diese Unterlagen im Laufe der letzten 100 Jahre verloren gegangen sind. Bei Militärtypen gibt es Hinweise, dass eine Betriebserlaubnis direkt durch militärische Dienststellen erteilt wurde, was entsprechende „fiches des mines“ überflüssig machte. Die Quellenbezeichnung lautet: „Fiches No. …“
- Etat des véhicules utilitaires et autobus declares aux mines depuis 1920, eine 15-seitige Zusammenstellung vom 1. Dezember 1941, enthält insbesondere die reservierten Chassisnummernbänder, die jedoch vielfach nicht vollständig ausgeschöpft wurden; einige Typen bzw. Varianten werden nicht erwähnt. Die Quellenbezeichnung lautet: „Etat S. …“
- Nombre de véhicules construits de 1930 à 1942, siebenseitige Zusammenstellung der zwischen 1930 und 1942 gebauten Stückzahlen an Nutzfahrzeugen, erstellt wohl 1943, erste Seite teilweise irreparabel verderbt, teilweise werden mehrere Typen bzw. Varianten zusammengefasst. Die Quellenbezeichnung lautet: „Nombre S. …“

### Sonstige Literatur
- Monique Chapelle: Berliet. 1. Auflage. EMCE, Saint-Chamond 2016, ISBN 978-2-35740-049-8.
- Christophe Puvilland: Berliet 1905–1978, toute la gamme omnibus, autocars, autobus et trolleybus. 1. Auflage. histoire&collections, Paris 2008, ISBN 978-2-35250-059-9.
- François Vauvillier: Tous les Berliet militaires 1914–1940, vol.1: les camions. histoire&collections, Paris 2019, ISBN 978-2-35250-496-2.